# Evangelische Kirche (Hopfmannsfeld)

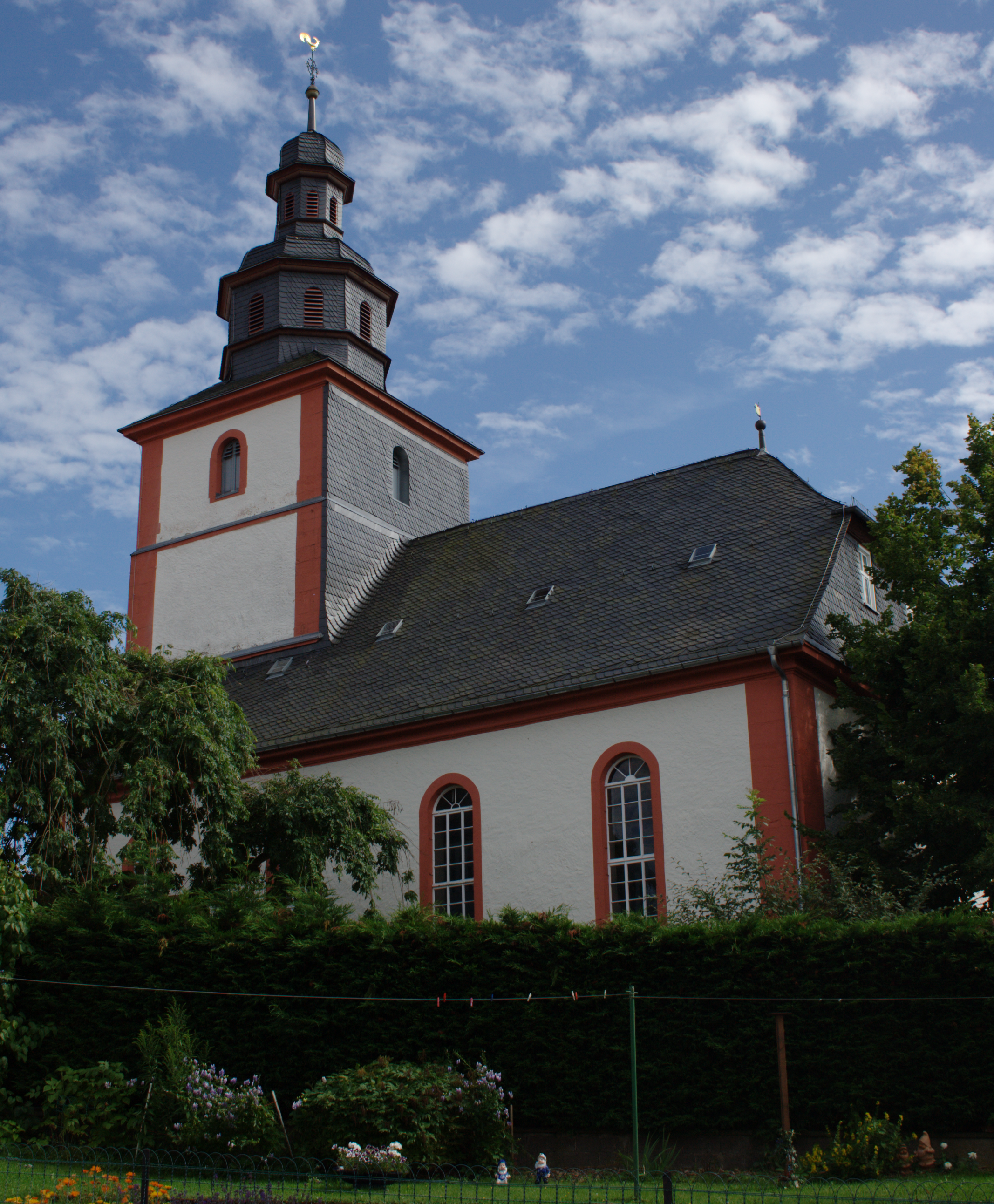
Evangelische Kirche in Hopfmannsfeld

Die evangelische Kirche Hopfmannsfeld ist ein denkmalgeschütztes Kirchengebäude, das in Hopfmannsfeld, einem Ortsteil der Gemeinde Lautertal im Vogelsbergkreis (Hessen), steht. Die Kirchengemeinde gehört zum Dekanat Vogelsberg in der Propstei Oberhessen der Evangelischen Kirche in Hessen und Nassau.

## Beschreibung
Die Saalkirche wurde von 1733 bis 1737 erbaut. Im Osten erhebt sich über dem Chor ein Chorturm mit einem schiefergedeckten achteckigen Aufsatz, hinter dessen Klangarkaden sich der Glockenstuhl befindet. Er ist bedeckt mit einer glockenförmigen Haube, auf der eine Laterne sitzt. Im Westen hat das Satteldach des Kirchenschiffs einen Krüppelwalm. 
Die Brüstungen der 1859 eingebauten Emporen sind bemalt. Die Orgel mit 16 Registern, zwei Manualen und einem Pedal wurde 1897 von Adam Eifert gebaut und 1992 von der Orgelbau Böttner restauriert.